# Penthe similis
Penthe similis is een keversoort uit de familie winterkevers (Tetratomidae). De wetenschappelijke naam van de soort werd in 2005 gepubliceerd door Nikolay Borisovich Nikitskiy.